# Pedro González de Mendoza

Pedro González de Mendoza (Guadalajara, 1340-Batalla de Aljubarrota, 14 de agosto de 1385) fue un noble, poeta y militar castellano de la casa de Mendoza. Era hijo de Gonzalo Yáñez de Mendoza y de Juana de Orozco.
Fue IX señor de Mendoza, I señor de Almazán, señor de Mendívil, señor de Mártioda y señor de Hita y Buitrago, entre otras muchas villas, mayordomo mayor del rey Juan I de Castilla, guarda mayor del rey Pedro I de Castilla, adelantado mayor de Castilla, merino mayor de Álava y oficial de la escudilla del rey.

## Biografía

Armas de Pedro González de Mendoza

Era el hijo primogénito de Gonzalo Yáñez de Mendoza, hijo a su vez de Diego Hurtado de Mendoza, señor de Mendoza, y de María de Rojas) y de Juana de Orozco, señora de Hita y Buitrago —hija de Diego Fernández de Orozco y Mencía Fernández— y hermana de Íñigo López de Orozco, señor de Escamilla. Se supone que nació en la ciudad de Guadalajara a finales del reinado de Alfonso XI. Su familia era oriunda de la torre de Mendoza, que aún se conserva no muy lejos de Vitoria.
En 1355 Pedro I de Castilla, de quien era su «guarda real», le concedió los portazgos de Guadalajara, villa de realengo y con voto en las Cortes de Castilla y donde su familia disponía de propiedades y gran ascendiente político.
En la guerra civil entre Pedro I y su hermanastro Enrique II de Trastamara comenzó apoyando a Pedro I, pero en 1366 pasó al bando de Enrique II cuando Pedro I huyó desde Burgos a Burdeos en busca de la ayuda de los ejércitos del Príncipe Negro. Las tropas de Enrique II fueron derrotadas por completo en 1367 en la batalla de Nájera, en la que Pedro cayó prisionero junto con su tío Íñigo López de Orozco, a quien ajustició Pedro I. El Príncipe Negro liberó al resto de prisioneros a cambio de rescate. Pedro quedó como tutor de Teresa López de Orozco, la hija mayor de su tío Íñigo, mientras que la viuda de Íñigo, Marina, quedó a cargo de las otras tres hijas, Juana, Mencía, y María.
Tras estos sucesos, Enrique II hizo a Pedro González ayo de su hijo y heredero Juan, le concedió los bienes de los Orozco, incluyendo las villas de Buitrago e Hita en 1368, y lo nombró su mayordomo mayor. Enrique también, después de la muerte de su hermano, el infante Sancho en 1374, lo nombró, junto con otros magnates y prelados, gobernador del reino «para el caso de que el Trastámara tuviera que abandonar Castilla por cualquier razón».
En 1369 combatió contra el reino de Aragón apoderándose de Requena.  En 1373 cambió a la reina algunas aldeas a cambio de Somosierra y Robregordo, las que junto a Buitrago, le permitirían controlar el puerto de Somosierra. En 1374 combatió la primera invasión del duque de Lancaster. En 1375 negoció la paz con Aragón. El 14 de mayo del mismo año, 1375, se firmaron las capitulaciones para el matrimonio de María de Castilla, hija ilegítima de Enrique II, con Diego Hurtado de Mendoza, hijo de Pedro González de Mendoza.
Al subir al trono Juan I de Castilla, en 1379, lo nombró su mayordomo mayor, y al poco capitán general de sus ejércitos. Fundó mayorazgo de Hita y Buitrago en 1380. Fue nombrado señor de la mitad del Real de Manzanares (Madrid) el 14 de octubre de 1383. Fundó mayorazgo de Manzanares en 1384 y se lo dio a su hijo mayor Diego Hurtado de Mendoza.

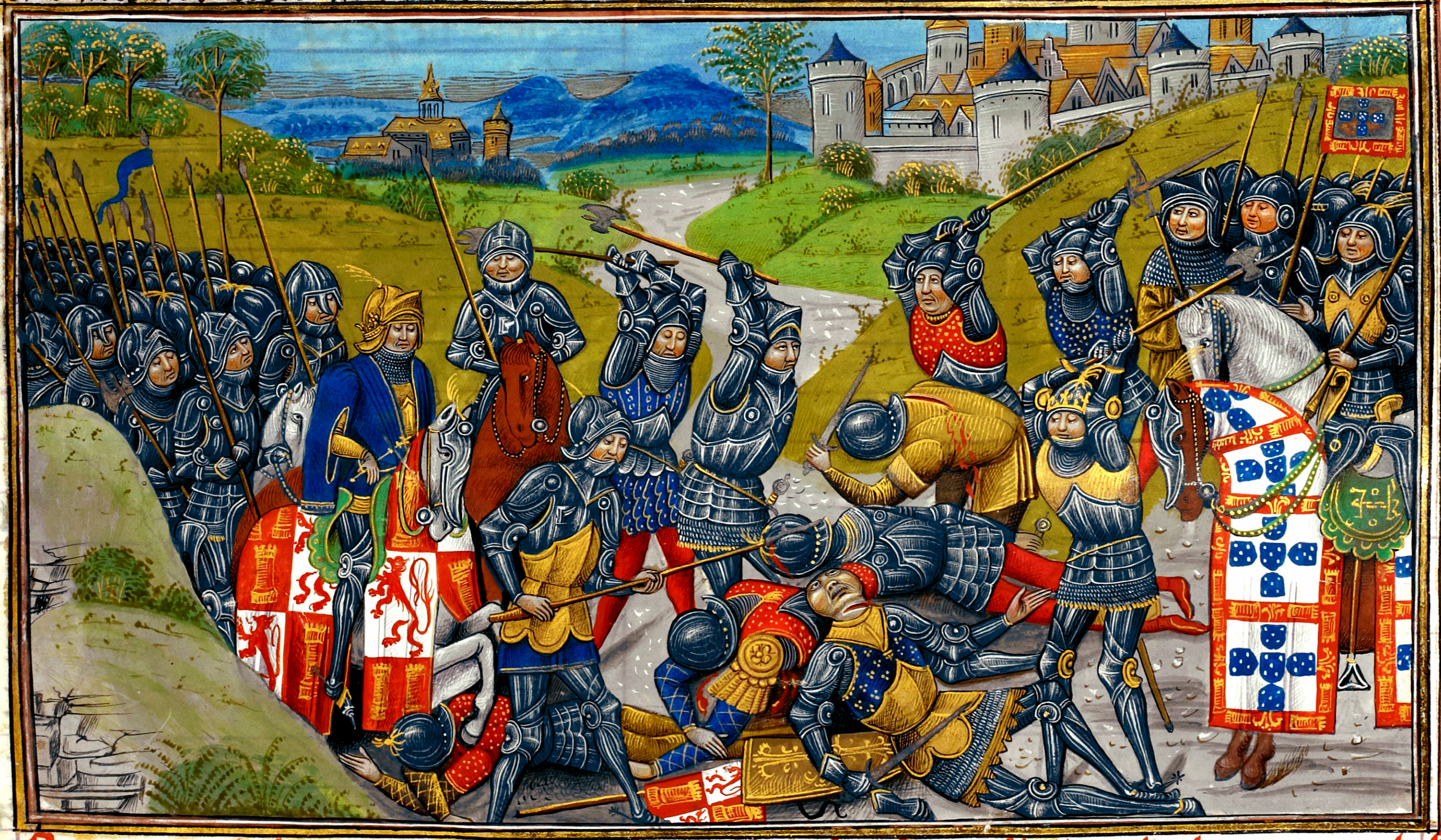
Batalla de Aljubarrota en 1385

Al fallecer Fernando I de Portugal, Juan I optó a dicha corona —al estar casado con Beatriz, hija del difunto rey portugués—, quedando Pedro como uno de los regentes de Castilla en 1384. En el verano de 1385 Pedro acompañó a Juan I en la desastrosa derrota de Aljubarrota en Portugal, donde, según la leyenda, tras la huida de las tropas y encontrándose el rey castellano con su caballo muerto, cedió Pedro su propia montura al rey para que no cayese prisionero, ante lo que el rey le ordenó que subiera a la grupa para escapar ambos, a lo que González de Mendoza contestó: «Non quiera Dios que las mujeres de Guadalaxara digan que aquí quedan sus fijos e maridos muertos e yo torno allá vivo». Un gesto heroico que le costaría la vida. Por ello es conocido como el «mártir de Aljubarrota».
Fue uno de los pioneros de la poesía cortesana en la corte castellana, y se conservan cuatro obras suyas en el Cancionero de Baena.

## Matrimonio y descendencia
Contrajo un primer matrimonio en 1354 con María Fernández, hija de Fernando Rodríguez Pecha y de Elvira Martínez, y hermana de Pedro Fernández Pecha, fundador del Monasterio de San Bartolomé de Lupiana. María otorgó testamento en Guadalajara el 28 de noviembre de 1353 donde menciona a sus padres y a su esposo a quien deja sus bienes en usufructo para que, después de su muerte, fuesen devueltos a sus herederos naturales. No hubo descendencia de este matrimonio.
En segundas nupcias se casó en 1363 con Aldonza de Ayala, hija de Fernán Pérez de Ayala y Elvira Álvarez de Ceballos, hermana de Pero López de Ayala y camarera mayor de la reina Juana Manuel. Con ella tuvo cinco hijas, que menciona en su testamento: 
- Elvira, casada alrededor de 1389 con Miguel de Gurrea, señor de Grañén.
- María, contrajo matrimonio con Día Sánchez de Benavides, II señor de Santisteban del Puerto.
- Inés, casada con Robert de Bracquemont.[20]
- Mencía, contrajo matrimonio con Gastón de Bearne, II conde de Medinaceli.
- Juana de Mendoza, casó en primeras nupcias con Diego Gómez Manrique, II señor de Treviño, fallecido en la batalla de Aljubarrota. Después de enviudar, se casó con Alfonso Enríquez y, por este último matrimonio fue la bisabuela el rey Fernando el Católico.

También fue padre de cuatro hijos, todos mencionados en su testamento, aunque solamente sobrevivieron los dos primeros: Diego Hurtado de Mendoza, Íñigo López de Mendoza, casado con Inés Manuel, origen de los condes de Priego, Fernando y Juan. Después de la muerte de su esposo, Aldonza, como albacea de su testamento, devolvió los bienes que su marido había heredado de su primera esposa a sus herederos naturales.

## Testamento
Otorgó testamento el 9 de agosto de 1383, en el que ordenó su entierro en el monasterio de San Francisco de Guadalajara y fundó cuatro capellanías en dicho monasterio. Él y su esposa habían fundado cuatro mayorazgos con merced real; uno para su primogénito, Diego, otro en Íñigo, otro en Fernando, y otro en Juan, los cuatro hijos varones. Mandó a su hermana María González de Mendoza, mujer de Miguel López de Lezcano, la heredad de Irurez, y mandó una misa perpetua dentro del castillo de su villa de Hita por el alma de su tío Íñigo López de Orozco. Mandó a sus hijas Elvira, María, Inés y Mencía, 300 000 maravedíes a cada una, declarando que a otra hija suya, Juana de Mendoza, le había dado idéntica cantidad cuando casó con Diego Gómez Manrique. Nombró por testamentarios a Fernán Pérez de Ayala, su suegro, a Pedro López de Ayala, su cuñado, y a Juan Hurtado de Mendoza, su sobrino. También fundó tres capellanías en la iglesia de San Martín de Mendoza para que fueran cantadas tres misas para siempre jamás por las ánimas de su abuelo Diego Hurtado de Mendoza y María de Rojas, su mujer.
| Predecesor: Juan Martínez de Luna III | Mayordomo mayor del rey 1379-1385 | Sucesor: Diego Hurtado de Mendoza |